# Blanco y Negro Records
Pour les articles homonymes, voir Blanco y Negro.
Blanco y Negro Records est un label discographique créé en 1983 par Geoff Travis et Mike Alway. Il s'agit dès sa création d'une filiale de WEA Records. Ses principaux artistes britanniques sont The Jesus and Mary Chain - signés en 1985 -  et Everything but the Girl. C'est aussi le label européen de Dinosaur Jr. au cours des années 1990.  

## Développement de l'entreprise
Le label naît en 1983 de l'association de Geoff Travis, fondateur du label Rough Trade, et de Mike Alway, qui travaille auparavant pour Cherry Red,. Il s'agit dès sa création d'une filiale de WEA Records. L'objectif est de bénéficier de la crédibilité d'un label indépendant, tout en profitant des grands moyens d'une major comme Warner en termes de promotion et de distribution. The Jesus And Mary Chain signe sur le label en 1985.

## Artistes du catalogue
Liste non exhaustive des groupes ou artistes ayant enregistré pour Blanco y Negro Records :
- Catatonia
- Dinosaur Jr.
- The Dream Academy
- Eddi Reader
- Everything but the Girl
- James
- The Jesus and Mary Chain
- The Monochrome Set
- Queen Adreena
- The Veils